# Lana McKissack
Lana Hanako McKissack (* 5. Juni 1984 in Los Angeles) ist eine US-amerikanische Filmschauspielerin und Popsängerin.
Lana ist die jüngste von drei Töchtern eines US-Amerikaners und einer Japanerin. McKissack spielte ihre erste Schauspielrolle mit zehn Jahren und spielte als Elfjährige „Sarah“ im Episodenfilm Four Rooms mit. Sie studierte an der UCLA School of Theater, Film and Television. Mit 15 Jahren unterschrieb sie einen Plattenvertrag bei Sony Music Entertainment Japan, bei denen sie vier Singles veröffentlicht hat. Seit 2012 ist sie mit Nathan Moore verheiratet.

## Filmografie (Auswahl)
- 1994: Grace (Fernsehserie, 1 Folge)
- 1995: Four Rooms
- 1996: Mr. Wrong – Der Traummann wird zum Alptraum (Mr. Wrong)
- 2013: Screwed
- 2015: Love Arcadia
- 2016: A Cinderella Christmas
- 2016: Life in Pieces (Fernsehserie, 1 Folge)
- 2017: Transformers: Titans Return (Animationsserie, 3 Folgen, Stimme)
- 2018: Shameless (Fernsehserie, 1 Folge)
- 2019: Die Garde der Löwen (Zeichentrickserie, 2 Folgen, Stimme)
- 2019: Dark/Web (Fernsehserie, 8 Folgen)
- 2019: A Christmas Movie Christmas
- 2019: Countdown
- 2020: Christmas on the Menu (Fernsehfilm)
- 2021: My Human Experience (Pilotfolge)
- 2022: The Walls Are Watching (Fernsehfilm)
- 2022: 9-1-1: Lone Star (Fernsehserie, 1 Folge)
- 2023: Snake Oil (Fernsehserie, 10 Folgen)
- 2025: Robogobo (Fernsehserie, Stimme)